# 831年
| 千纪： | 1千纪                                                                                           |
| 世纪： | 8世纪 \| 9世纪 \| 10世纪                                                                        |
| 年代： | 800年代 \| 810年代 \| 820年代 \| 830年代 \| 840年代 \| 850年代 \| 860年代                       |
| 年份： | 826年 \| 827年 \| 828年 \| 829年 \| 830年 \| 831年 \| 832年 \| 833年 \| 834年 \| 835年 \| 836年 |
| 纪年： | 辛亥年（猪年）；唐大和五年；南诏保和八年；吐蕃彝泰十七年；日本天長八年；渤海国咸和元年          |

## 大事记
- 唐文宗用宋申錫為相，密謀誅滅擅權宦官王守澄，王守澄先發制人，用親信鄭注等人，誣告宋申錫謀立皇弟漳王李湊，宋申錫被貶為開州司馬。
- 吐蕃維州守將悉恆謀以城降唐，西川節度使李德裕接納，唐文宗接受宰相牛僧孺的建議，將悉恆謀與維州交還吐蕃，吐蕃殺悉恆謀，成為牛李黨爭的一個重要事件。

## 出生
- 埃塞尔博尔德 (威塞克斯)，威塞克斯国王
- 人康親王，日本贵族
- 王處存，唐朝节度使
- 張淮深，唐朝归义军节度使

## 逝世
- 奥莫尔塔格，保加利亚大公
- 薛涛，唐朝女诗人
- 元稹，唐朝诗人
- 崔元略，唐朝大臣
- 李渤，唐朝学者